# Steinenbrache
Steinenbrache ist ein Wohnplatz der Gemeinde Lindlar, Oberbergischen Kreis im Regierungsbezirk Köln in Nordrhein-Westfalen (Deutschland).

## Lage und Beschreibung
Steinenbrache liegt nördlich von Lindlar. Der Wohnplatz ist über eine Stichstraße am Ortsende von Brochhagen von der Landesstraße 97 zu erreichen. Nachbarortschaften sind Brochhagen und Steinenbrücke.

## Geschichte
Die Topographia Ducatus Montani des Erich Philipp Ploennies, Blatt Amt Steinbach, belegt, dass der Wohnplatz bereits 1715 eine Hofstelle besaß, die als Steinbrach beschriftet ist. Carl Friedrich von Wiebeking benennt die Hofschaft auf seiner Charte des Herzogthums Berg 1789 als Steinbrach. Aus ihr geht hervor, dass der Ort zu dieser Zeit Teil der Honschaft Breun im Kirchspiel Lindlar war.
Der Ort ist auf der Topographischen Aufnahme der Rheinlande von 1825 als Steinbrach verzeichnet. Die Preußische Uraufnahme von 1840 zeigt den Wohnplatz nicht. Ab der Preußischen Neuaufnahme von 1894/96 ist der Ort auf Messtischblättern regelmäßig als Steinbrache später Steinenbrache verzeichnet.
1822 lebten vier Menschen im als Haus kategorisierten und Steinbroch genannten Ort, der nach dem Zusammenbruch der napoleonischen Administration und deren Ablösung zur Bürgermeisterei Lindlar im Kreis Wipperfürth gehörte. Für das Jahr 1830 werden für den als Steinbroch bezeichneten Ort zusammen mit Stimelshaus, Löh, Meisenwinkel, Neuenfeld, Zäunchen und Walbroch 46 Einwohner angegeben. Der 1845 laut der Uebersicht des Regierungs-Bezirks Cöln als Hof kategorisierte und Steinbrache bezeichnete Ort besaß zu dieser Zeit zwei Wohngebäude mit 15 Einwohnern.
Die Gemeinde- und Gutbezirksstatistik der Rheinprovinz führt Steinbräche 1871 mit zwei Wohnhäusern und zehn Einwohnern auf. Im Gemeindelexikon für die Provinz Rheinland von 1888 werden für Steinbrache ein Wohnhaus mit sieben Einwohnern angegeben. 1895 besitzt der Ort ein Wohnhaus mit sieben Einwohnern, 1905 werden ein Wohnhaus und zehn Einwohner und die Zugehörigkeit zum katholischen Kirchspiel Süng angegeben.